# 英丹
英丹（In Tam，1916年9月22日—2006年4月1日），柬埔寨政治人物。
出生在磅湛省。1964年至1966年期间，担任柬埔寨内政部长。他最初十分忠于诺罗敦·西哈努克。1963年，他的外甥布列因参加自由高棉运动，被他逮捕处决。
然而在1970年，英丹参与了朗诺发动的推翻西哈努克的政变，在其中扮演重要角色。1970年3月18日，当选国民议会议长。政变后，他与朗诺的矛盾激化，被后者在1971年罢免该职务。英丹被免职激化了柬埔寨内战。
英丹后来在1973年5月6日出任总理，同年12月9日被解出职务并离开政坛，他全家与其支持者一起被驱逐至马德望省务农。1975年，红色高棉包围首都金边的时候，将朗诺、西索瓦·施里玛达、英丹、隆波烈、山玉成、郑兴、索斯丹尼·费尔南德列为“七大卖国贼”，声称在共产主义革命胜利后要将他们处决。因此在红色高棉掌权后，英丹从波贝流亡到泰国，在那里他试图组织叛军，但被泰国政府驱逐出境。随后他流亡到法国，并于1976年前往美国寻求政治避难。
红色高棉政权被推翻后，英丹回到柬埔寨重建柬埔寨民主党，但于1993年大选中没有获得任何席位。1997年与柬埔寨人民党结为同盟。2006年逝世于美国亚利桑那州钱德勒。